# Corona Etrusca
Die corona Etrusca („etruskische Krone“) war im Römischen Reich ein massivgoldener Kranz aus Eichenblättern und das Insigne des kapitolinischen Iuppiter Optimus Maximus.
Während eines Triumphes trug der triumphierende Feldherr einen aus frischen Lorbeerzweigen gebundenen Kranz (corona triumphalis) auf dem Haupt, während ein staatseigener Sklave die corona Etrusca gleichzeitig über dessen Kopf hielt. Denn sie durfte von keinem Menschen direkt auf dem Kopf getragen werden. Es war das alleinige Vorrecht des Triumphators in seiner Rolle als irdische Inkarnation des Göttervaters, die corona Etrusca bei sich im Triumphwagen (currus triumphalis) zu führen.

## Weblink
- Corona (engl.)